# Tsarigrad

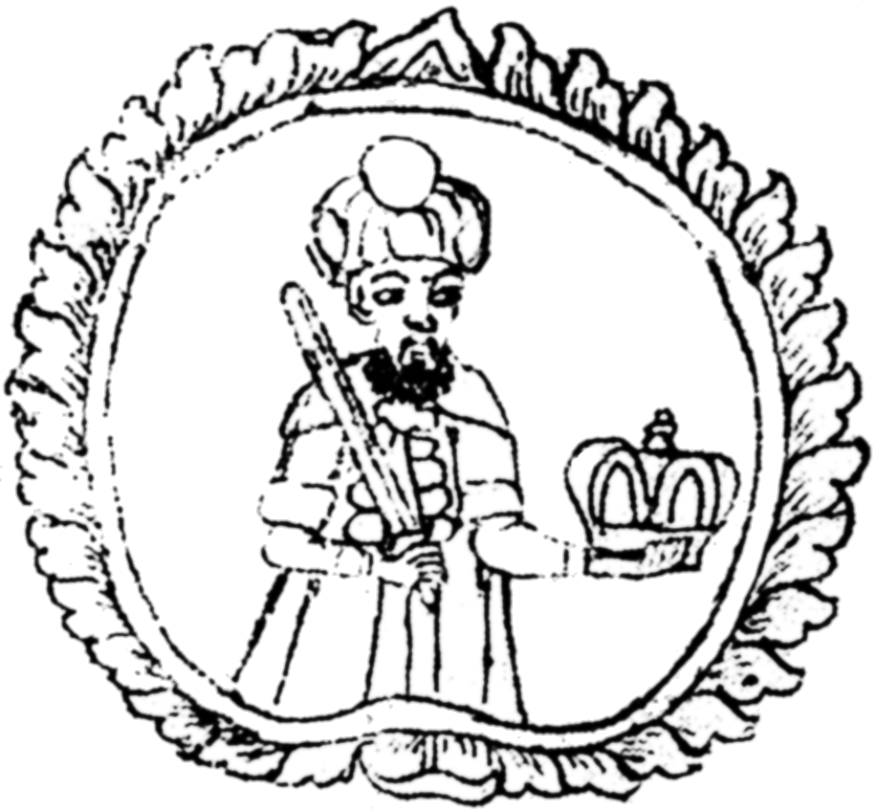
Selim II amb la «corona de Tsarigrad» en una il·lustració del 1757 del valac Constantin Săidăcar ot Mogoșoaia

Tsarigrad, Tsargrad, Tsàrhorod i altres variants són un nom eslau per a la ciutat de Constantinoble (actual Istanbul, a Turquia), capital de l'Imperi Romà d'Orient.

## Variacions
La grafia exacta varia d'una llengua a l'altra:
- Antic eslau oriental: Цѣсарьградъ (Tsessarigradu)
- Eslau eclesiàstic: Царьгра̀дъ (Tsarigradu)
- Belarús: Царгорад (Tsàrhorad)
- Rus: Царьград (Tsargrad)
- Ucraïnès: Царгород (Tsàrhorod)
- Llengües eslaves meridionals: Carigrad o Цариград (Tsarigrad), segons l'alfabet que emprin
- Txec: Cařihrad
- Eslovac: Carihrad
- Polonès: Carogród

Tsargrad és una traducció a l'antic eslau eclesiàstic del terme grec Βασιλὶς Πόλις (Vassilís Polis). Combina les paraules eslaves tsar (‘cèsar’ o ‘emperador’) i grad (‘ciutat’) i, en conjunt, significa ‘ciutat imperial’. Segons Per Thomsen, la forma en antic eslau oriental influí en una de les denominacions de Constantinoble en norrè, Мikligarðr.

## Ús en rus
En rus, el nom Tsargrad esdevingué un concepte clau de les ideologies polítiques dels paneslavistes, els fonamentalistes ortodoxos i els primers nacionalistes russos. Constantinoble/Tsargrad era la «Segona Roma» en un marc mental que erigia Moscou com a «Tercera Roma», convertint la represa de Constantinoble per un país de majoria cristiana en una prova potencial que Rússia era una gran potència.
L'obsessió de l'elit política russa amb Tsargrad no minvà a l'època de fin de siècle. La presa de la ciutat fou un objectiu de guerra important per a l'Imperi Rus en la Primera Guerra Mundial (1914-1918). En el context de la qüestió dels Estrets, l'antipatia religiosa envers l'Imperi Otomà, de majoria musulmana, i la reputació de Constantinoble com a capital de l'Església Ortodoxa, es barrejà amb l'interès geoestratègic de prendre possessió del Bòsfor i els Dardanels i així garantir la seguretat de la ruta marítima de Rússia al mar Mediterrani passant pel mar Negre. Aquest interès estratègic no sempre coincidia exactament amb el sentiment de pertinença religiosa. Quan l'exèrcit búlgar avançava cap a Constantinoble durant la Primera Guerra Balcànica (1912/13) amb l'esperança de capturar la ciutat per a Bulgària, un país de majoria ortodoxa, el govern rus pressionà el seu homòleg búlgar perquè no conquerís la ciutat. Els governants russos no veien cap interès a deixar que fos un altre país ortodox el que s'emparés de Constantinoble. Durant La Primera Guerra Mundial, el públic rus restà ben disposat envers una eventual conquesta de Constantinoble per Rússia. Maurice Paléologue observà que, al voltant del 1915/16, la gent de Petrograd era reticent a acceptar un desenllaç de la guerra que no comportés la conquesta de la ciutat.
El factor religiós no tenia tanta importància per a l'elit de la Unió Soviètica, però el govern format després del 1917 heretà els interessos estratègics del seu predecessor en els estrets turcs amb vista a accedir a les rutes marítimes globals.
A la Rússia actual, un element anomenat en referència a Tsargrad és Tsargrad TV, un canal de televisió que defensa el partit governant des del punt de vista del conservadorisme religiós ortodox.

## Ús en búlgar
Els búlgars també aplicaren la paraula a Tarnovgrad (Tsarevgrad Tàrnov, ‘Ciutat Imperial de Tàrnov’), una de les capitals dels tsars del Segon Imperi Búlgar, però des de la caiguda dels Balcans sota domini otomà, la paraula búlgara ha estat emprada únicament com a nom alternatiu per a Constantinoble.
Com que s'ha dissipat el zeitgeist que engendrà el terme, Tsargrad és un terme arcaic en rus. Tanmateix, encara es fa servir de tant en tant en búlgar, particularment en un context històric. Una de les principals artèries de la capital de Bulgària, Sofia, porta el nom de Tsarigradsko xosè. Comença com a Bulevard Tsar Osvobodítel i entronca amb la principal autopista que va cap a Istanbul al sud-est. El nom de Tsarigrad també es conserva en expressions com tsarigradsko grozde (‘raïm de Tsarigrad’, és a dir, l'agrassó), el plat tsarigradski kiuftentsa (‘boletes de kofta de Tsarigrad’) i dites com ara «preguntant es pot arribar fins i tot a Tsarigrad». En eslovè, aquest nom encara gaudeix d'un ús més estès que el nom oficial de la ciutat. La gent també entén i de vegades fa servir el nom Carigrad a Bòsnia, Croàcia, Macedònia del Nord, Montenegro i Sèrbia.

## Contextos no eslaus
El romanès, una llengua romànica, manllevà el nom en la forma Țarigrad a causa de la llarga tradició de l'eslau eclesiàstic a Romania, però avui en dia és un terme arcaic que ha estat substituït per Constantinopol i Istanbul. A Moldàvia hi ha un llogaret que es diu Țarigrad.